# جيميما كيرك
جيميما كيركي (بالإنجليزية: Jemima Kirke)‏ وهي فنانة وممثلة بريطانية ولدت في يوم 26 أبريل 1985 في مدينة لندن عاصمة المملكة المتحدة، مثلت في فلم Tiny Furniture وفي مسلسل بنات وفي فلم Smile for the Camera والدها هو الموسيقي سيمون كيركي.

## الأعمال
- فتيات
- الساعات الصغيرة

## روابط خارجية
- جيميما كيرك على موقع IMDb (الإنجليزية)
- جيميما كيرك على موقع ميتاكريتيك (الإنجليزية)
- جيميما كيرك على موقع روتن توميتوز (الإنجليزية)
- جيميما كيرك على موقع ألو سيني (الفرنسية)
- جيميما كيرك على موقع أول موفي (الإنجليزية)
- جيميما كيرك على موقع قاعدة بيانات الفيلم (الإنجليزية)
- جيميما كيرك على موقع كينوبويسك (الروسية)